# La Chapelle-Felcourt
La Chapelle-Felcourt is een gemeente in het Franse departement Marne (regio Grand Est) en telt 65 inwoners (2009). De plaats maakt deel uit van het arrondissement Sainte-Menehould.

## Geografie
De oppervlakte van La Chapelle-Felcourt bedraagt 10,0 km², de bevolkingsdichtheid is dus 6,5 inwoners per km².
De onderstaande kaart toont de ligging van La Chapelle-Felcourt met de belangrijkste infrastructuur en aangrenzende gemeenten.

## Demografie
Onderstaande figuur toont het verloop van het inwonertal (bron: INSEE-tellingen).